# FV106 Samson
FV106 Samson – brytyjski wóz zabezpieczenia technicznego należący do rodziny pojazdów opancerzonych CVR(T), opracowany na potrzeby armii brytyjskiej na przełomie lat 60. i 70. XX wieku przez przedsiębiorstwo Alvis.
Zbudowanych zostało 136 egzemplarzy pojazdu. W 2020 roku brytyjskie siły zbrojne posiadały 30 pojazdów tego typu.